# Richard Aho
Pour les articles homonymes, voir AHO.
Pas d'image ? Cliquez ici

a Compétitions nationales et continentales officielles uniquement.

Dernière mise à jour le 21 février 2022.
Richard Aho, né le 24 janvier 1987, est un joueur australien de rugby à XV évoluant au poste de pilier avec l'Union Cognac Saint-Jean-d'Angély.

## Carrière
Richard Aho est formé dans le club des Waratahs en Super Rugby avec qui il joue un match durant la saison 2013. Il évolue essentiellement en Shute Shield avec le club de la banlieue de Sydney ; Randwick District Rugby Union Football Club. En 2013, il rejoint l'AS Béziers Hérault et évolue en Pro D2. Après deux saisons et 38 matches, il s'engage en Fédérale 1 avec le club de Lille Métropole rugby, qu'il quitte en 2016 après une saison en raison de la disparition du club. En 2016, il retrouve la Pro D2 avec le club de Soyaux Angoulême XV Charente. En 2018, il retourne en Fédérale 1 pour le club de l'Union Cognac Saint-Jean-d'Angély ,.

## Palmarès
Néant.